# ۸-ازاگوانین

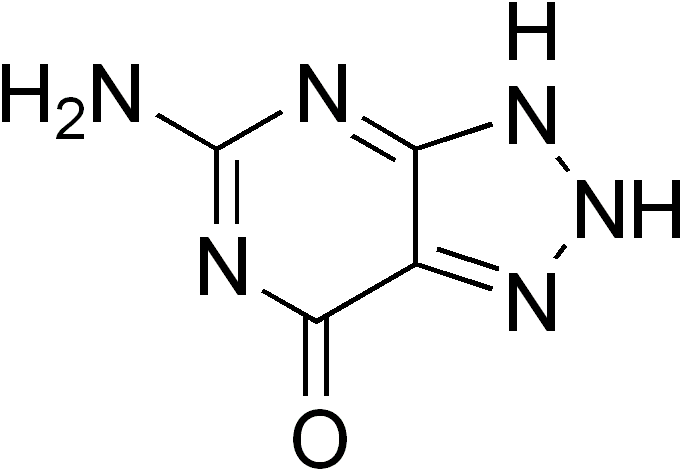
ساختار شیمیایی ۸-آزاگوانین

۸-ازاگوانین (به انگلیسی: 8-Azaguanine) یک ترکیب شیمیایی با شناسه پاب‌کم 8646 است. شکل ظاهری این ترکیب، پودر بلورین سفید است.